# Schwarz-Esche

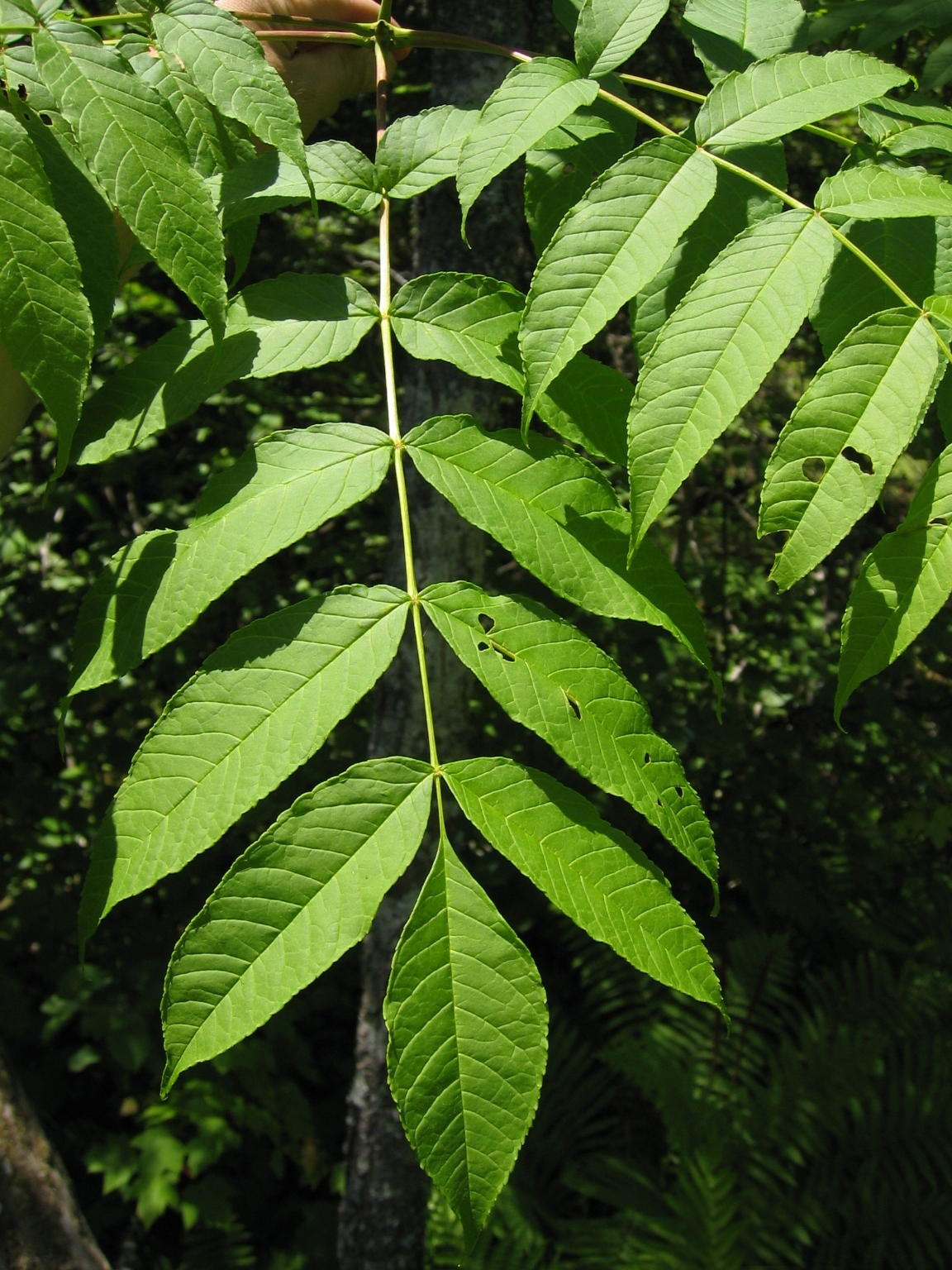
Blätter der Schwarz-Esche

Die Schwarz-Esche (Fraxinus nigra) ist eine Pflanzenart aus der Gattung der Eschen (Fraxinus) in der Familie der Ölbaumgewächse (Oleaceae).

## Beschreibung
Die Schwarz-Esche ist ein Laubbaum, der Wuchshöhen von über 25 Meter, selten bis über 30 Meter erreicht. Der Stammdurchmesser erreicht 60 Zentimeter, selten über 1 Meter. Sie hat eine grobe, gräuliche, furchig-schuppige und teils abblätternde Borke. Die Zweige sind rund und kahl. Die Winterknospen sind fast schwarz gefärbt.
Die gegenständigen, gestielten und unpaarig gefiederten Laubblätter bestehen aus 7 bis 11 gesägten Fiederblättchen. Die eiförmigen bis elliptisch oder verkehrt-eiförmigen Blättchen sind feingesägt und zugespitzt. Die seitlichen Blättchen sind sitzend. Die Blätter riechen zerrieben nach Holunder.
Die Schwarz-Esche ist meist zweihäusig getrenntgeschlechtig (diözisch) oder einhäusig monözisch. Die Blüten erscheinen vor den Blättern. Die Blüten stehen zu vielen in einem rispigen Blütenstand. Es gibt eingeschlechtige oder manchmal zwittrige Blüten, die keine Kron- und Kelchblätter besitzen. Die weiblichen Blüten besitzen manchmal Staminodien.
Die flachen Flügennüsse sind einseitig geflügelt und einsamig und etwa 2,5–3 Zentimeter lang.
Die Chromosomenzahl beträgt 2n = 46.

## Vorkommen
Das Verbreitungsgebiet der Schwarz-Esche reicht von den nordamerikanischen Eschen-Arten am weitesten nach Norden. Die Nordgrenze verläuft von Neufundland bis nach Südostmanitoba, die Südgrenze von Iowa über West-Virginia bis Delaware. Sie steigt bis auf Höhenlagen von 1050 Meter. Die Schwarz-Esche kommt auf nassen Böden in Auwäldern, in Mooren und Sümpfen vor. Sie bildet Mischwälder mit der Balsam-Tanne, Rot-Ahorn, Papier-Birke, Amerikanischer Ulme und Abendländischen Lebensbaum.
In Mitteleuropa ist sie winterhart und wird gelegentlich als Ziergehölz angebaut.

## Nutzung
Das Holz der Schwarz-Esche besitzt einen dunkelbraunen Kern. Es ist weniger elastisch, leichter und weicher als das Holz von Rot-Esche und Weiß-Esche und ist deshalb weniger gefragt. Aus dünnen, schmalen Holzstreifen werden Körbe und Stühle geflochten und Fässer hergestellt.